# Tövises iglice
A tövises iglice (Ononis spinosa vagy Ononis vulgaris) a pillangósvirágúak családjába tartozó növényfaj. Európa legelőin, nedves rétjein honos.

## Jellemzése
Lágy szárú, alján fásodó, szőrös szárú, 80 cm magas, tövises növény. Alsó levelei 3 levélkéből állnak, fogazottak, a felső levelei egyszerűek. Rózsaszín, ritkábban fehér pillangós virágai a levélhónaljakban rendszerint egyesével ülnek. Ovális, selymes szőrű hüvelytermése 1-3 kerek magot tartalmaz.

## Hatóanyagai
Triterpéneket, onocerint, izoflavonoid-glikozidokat (ononint és trifolirhizint), ononidot, illóolajokat, fitoszterolokat, ásványi sókat tartalmaz.

## Gyógyhatása
A tövises iglice vízhajtó hatása, amely elősegíti a klór és a nátrium kiválasztását, illóolajának, flavonszármazékainak és az alfa-onocerinnek köszönhető. Gyulladásgátló tulajdonságát a medikarpin jelenlétének tulajdonítják.

## Felhasználása
A tövises iglice gyökeréből előállított kivonatok vízhajtó hatásúak, de nem emelik meg a vizelet elektrolitszintjét: belsőleg vizelet-visszatartás, vesegyulladás és hólyaghurut kezelésére, valamint a kőképződés, elsősorban a vesekő megelőzésére ajánlott. A népi gyógyászatban reuma és köszvény elleni gyulladásgátló szereket is készítenek belőle; ez utóbbi esetekben más gyógynövényekkel – így az illatos rutával, a nyírfával és a közönséges borókával – együtt használják. A homeopátia vízkór ellen hasznosítja.
Mai ismereteink szerint a tövises iglice előírt adagokban nem okoz káros mellékhatásokat. Szív- vagy veseelégtelenség okozta vizenyő esetén azonban ellenjavallt.

## Képek

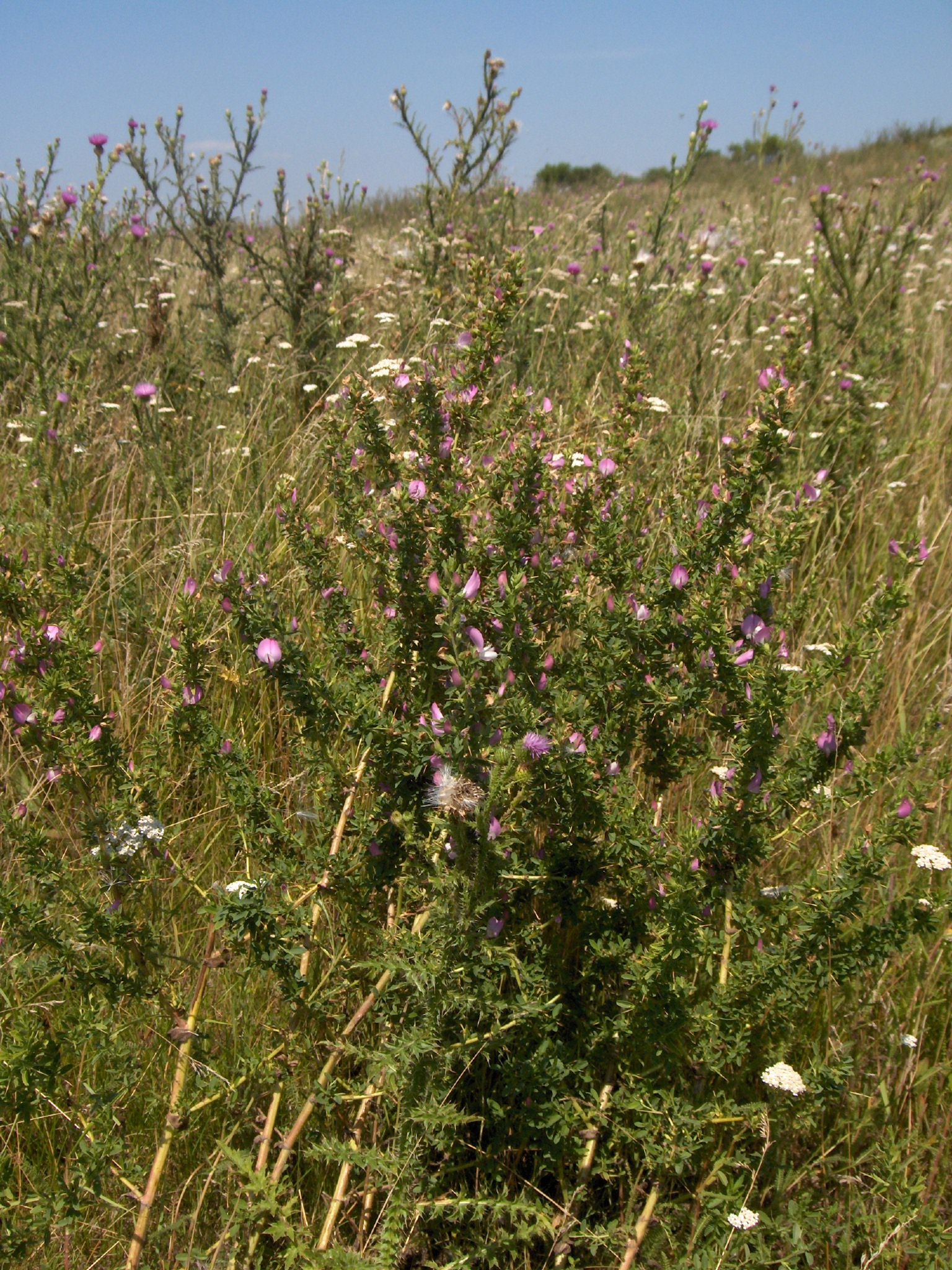
Tövises iglice egy száraz kaszálóréten.
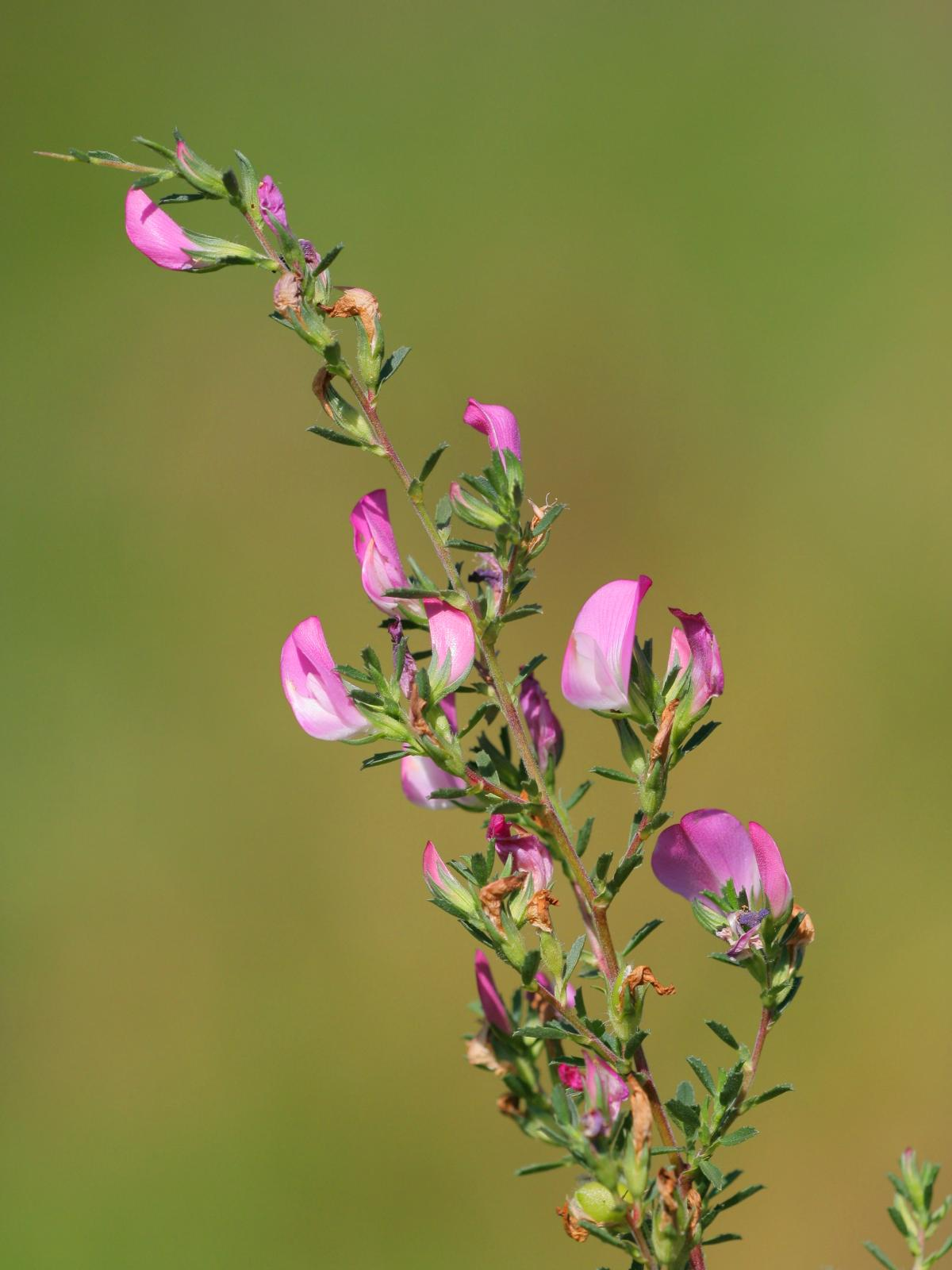
Virágos hajtása
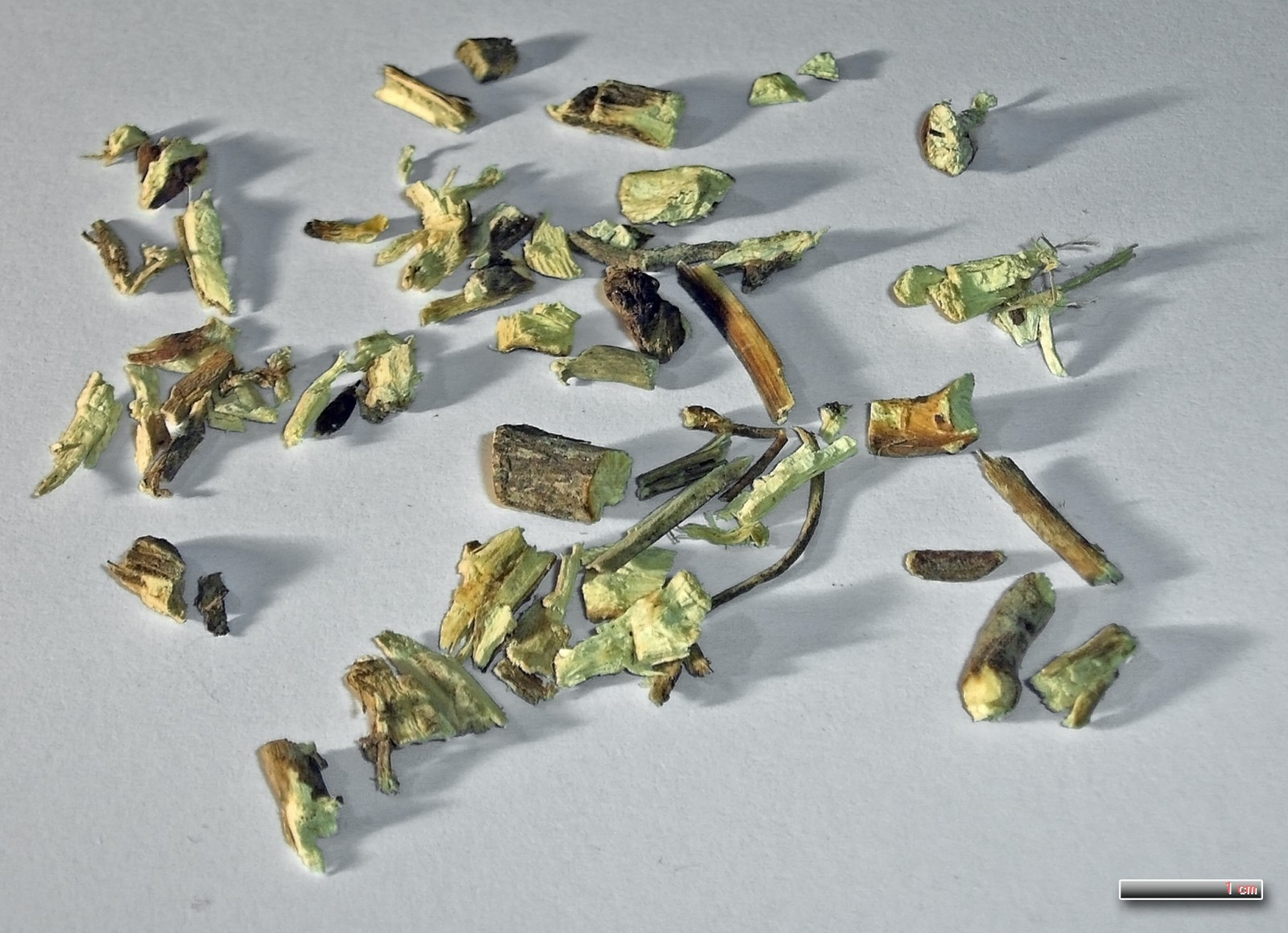
Feldolgozott és szárított gyökere mint drog.
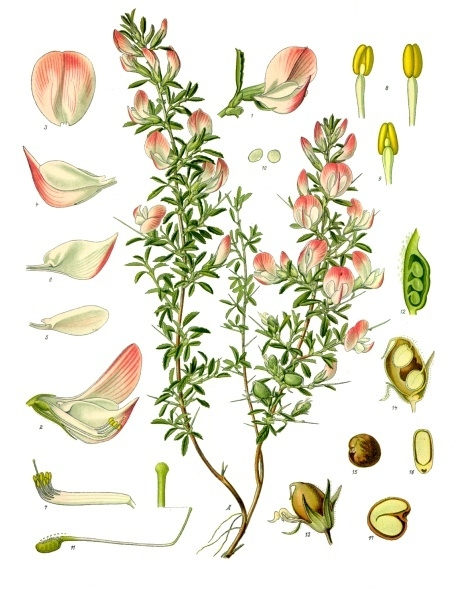
Herbáriumi illusztrációja